# Скио
Скио (итал. Schio) град је у северној Италији. То је трећи град округа Виченца у оквиру италијанске покрајине Венето.

## Природне одлике
Град Скио налази се у источном делу Падске низије, на 105 км северозападно од Венеције. Град се образовао на речици Магре, на њеном изласку из области Доломита, предбрђа Алпа. Надморска висина града је око 200 м.

## Становништво
Према резултатима пописа становништва 2011. у општини је живело 39.131 становника.
| 1931.  | 1936.  | 1951.  | 1961.  | 1971.  | 1981.  | 1991.  | 2001.  | 2011.  |
| ------ | ------ | ------ | ------ | ------ | ------ | ------ | ------ | ------ |
| 23.414 | 24.610 | 27.700 | 30.678 | 35.075 | 36.049 | 36.351 | 37.444 | 39.131 |

Скио данас има око 39.000 становника, махом Италијана. Током протеклих деценија у град се доселило много досељеника из иностранства, највише са Балкана.

## Партнерски градови
- Ландсхут
- Капошвар
- Pétange
- Грињи

## Галерија
- Главна градска улица Пасубио
- Црквица посвећена Богородици
- Градски замак
- Позориште у Скију